# Les Nuits d'été (film)
Pour le cycle de mélodies de Berlioz, voir Les Nuits d'été.
Pour plus de détails, voir Fiche technique et Distribution.
Les Nuits d'été est un film français réalisé par Mario Fanfani, et sorti en 2014.

## Synopsis
À la fin des années 50, Michel Aubertin est un notaire provincial quadragénaire, marié et père d'un jeune garçon. Irrésistiblement il est attiré par le travestissement. Il fait cela en cachette de sa femme en passant des journées où il est Mylène dans un chalet isolé dont il est propriétaire en compagnie de Jean-Marie, ami travesti lui aussi. Cependant, on ne ressent aucune connotation sexuelle dans cette "déviance" qui n'est pas du tout acceptée à cette époque, tout juste tolérée avec l'alibi des spectacles de cabaret transformistes. 
Alors que la troupe travestie d'un cabaret que fréquente Jean-Marie cherche un lieu de repli, le chalet de Michel devient l'endroit idéal. Parallèlement, la guerre d'Algérie s'invite dans l'histoire en la personne d'une jeune recrue qui déserte pour ne pas aller en Algérie, recueilli par Jean-Marie, il trouve un abri au chalet où il est surnommé Chérubin. Tous ont la même obligation de discrétion envers les habitants du village voisin mais se laissent aller à leur goût de la fête à l'abri des regards. Jusqu'au jour où Hélène, la femme de Michel, débarque sans prévenir et tombe des nues...

## Fiche technique
- Titre : Les Nuits d'été
- Titre à l'international : Summer Nights
- Réalisation : Mario Fanfani
- Scénario : Mario Fanfani et Gaëlle Macé, avec la collaboration de Philippe Mangeot
- Photographie : George Lechaptois
- Son : Laurent Poirier, Sandy Notarianni et Ivan Gariel
- Musique : Rodolphe Burger
- Montage : François Quiqueré
- Costumes : Anaïs Romand
- Décors : Florian Sanson
- Société de production : 24 mai production
- Production : Lola Gans
- Pays de production :  France
- Genre : comédie dramatique
- Langue : français
- Durée : 100 minutes
- Dates de sortie :
  - Italie septembre 2014 (Mostra de Venise 2014)
  - France 28 janvier 2015

## Distribution
- Guillaume de Tonquédec : Michel Aubertin / Mylène
- Jeanne Balibar : Hélène Aubertin
- Nicolas Bouchaud : Jean Marie Straub / Flavia
- Mathieu Spinosi : Pascal Quéméner / Chérubin
- Clément Sibony : Suzy Corridor
- Serge Bagdassarian : Fée Clochette
- Zazie de Paris : Hermine
- Jean-Benoît Mollet : Callipyge
- Yannick Choirat : Georg Schaeffer / Yvonne
- Mar Sodupe : Suzanne Müller
- Julia Artamonov : Mademoiselle
- Saturnin Konaté-Decourchelle : Jacky
- Pierre Lottin : André
- Sarah Haxaire : Madame Gross
- Norbert Zahner : Monsieur Gross
- Évelyne Didi : Jeanine
- Alix Stemmelin : le jeune homme du vestiaire
- Charles Uguen : Gudrun
- Marc Schweyer : le clerc
- Christian Duvinage : le commerçant
- Eric Dietrich et Pierre Dourneau : gendarmes
- Florence Thomassin : Florence Weissweiller
- François Rollin : Georges Weissweiller
- Brigitte Dunski : la présentatrice du bar « L'Habit rouge »

## Projet et réalisation du film
Le film est produit par 24 mai Productions, avec le soutien de l'avance sur recettes. Le tournage débute à Strasbourg et dans sa région le 9 septembre 2013 et se déroule sur six semaines. Le tournage est installé pour trois semaines dans la maison forestière du Spitzberg sur la commune de Dabo en Moselle,

## Distinctions

### Nomination
- Mostra de Venise 2014 : sélection « Giornate degli Autori »

### Sélection
- Queer Lion à la Mostra de Venise 2014